# Gnorismoneura maichau
Gnorismoneura maichau là một loài bướm thuộc họ Tortricidae, được tìm thấy ở Việt Nam.
Sải cánh của loài dài 14 mm. Màu nền cánh trước là màu kem nhạt. Các vết và đốm dọc theo mép cánh màu nâu. Phần hậu môn có màu kem, hơi rắc màu nâu, và nâu ở vùng hậu môn được giới hạn bởi một nếp gấp màu nâu.

## Từ nguyên
Tên gọi này đề cập đến địa danh ở địa phương, huyện Mai Châu.